# Psychotria smithiae
Psychotria smithiae är en måreväxtart som beskrevs av Geddes. Psychotria smithiae ingår i släktet Psychotria och familjen måreväxter. Inga underarter finns listade i Catalogue of Life.